# 尤爾馬拉斯巴達克斯足球俱樂部
尤爾馬拉斯巴達克斯足球俱樂部是拉脫維亞尤爾馬拉的一家足球俱樂部。在2011賽季后球队在甲级联赛中排名第三。在争位赛中战胜对手而升级至拉脫維亞超級足球聯賽。球隊的主场为斯洛卡体育场。